# Сан-Віто-К'єтіно
Сан-Віто-К'єтіно (італ. San Vito Chietino) — муніципалітет в Італії, у регіоні Абруццо, провінція К'єті.
Сан-Віто-К'єтіно розташований на відстані близько 170 км на схід від Рима, 90 км на схід від Л'Аквіли, 24 км на схід від К'єті.
Населення — 5410 осіб (2014).

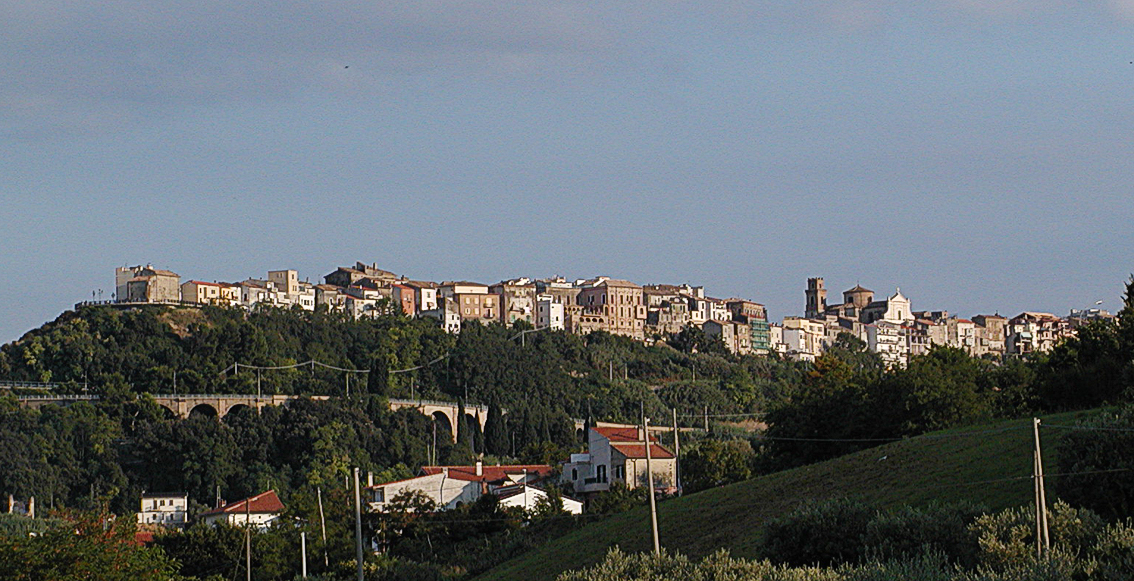

Щорічний фестиваль відбувається 15 червня. Покровитель — святий Віт.

## Демографія
Населення за роками:

Станом на 1 січня 2023 року в муніципалітеті офіційно проживали 323 іноземці з 38 країн, серед них 142 громадяни країн Євросоюзу та 12 громадян України.

## Сусідні муніципалітети
- Фриза
- Ланчано
- Ортона
- Рокка-Сан-Джованні
- Трельйо
- Фоссачезія